# Lucke (Pass)
Die Lucke (alemannisch für Lücke) ist ein 366 m ü. NHN hoher Passübergang zwischen Lörrach und Rümmingen in Baden-Württemberg, über den neben einer Autobahn, eine Kreisstraße auch mehrere Nebenstraßen führen. Der Pass verbindet die weiter nördlich gelegene Wittlinger Höhe und das hügelige Markgräflerland mit dem unteren Kandertal und dem Wiesental.
Der Luckepass ist ein Bergsattel, der zwischen den Ausläufern des Tüllinger Berges und dem zum Schwarzwald gehörenden Teil des Röttler Waldes liegt. Die Lucke befindet sich an der niedrigsten Stelle zwischen beiden Höhenzügen. Aufgrund seiner strategisch günstigen Lage fanden am Pass immer wieder Truppenbewegungen und kriegerische Auseinandersetzungen statt. Sein Ausbau als Teil einer Fernverkehrsverbindung erfolgte Anfang der 1830er Jahre.

## Profil

### Hauptstraße

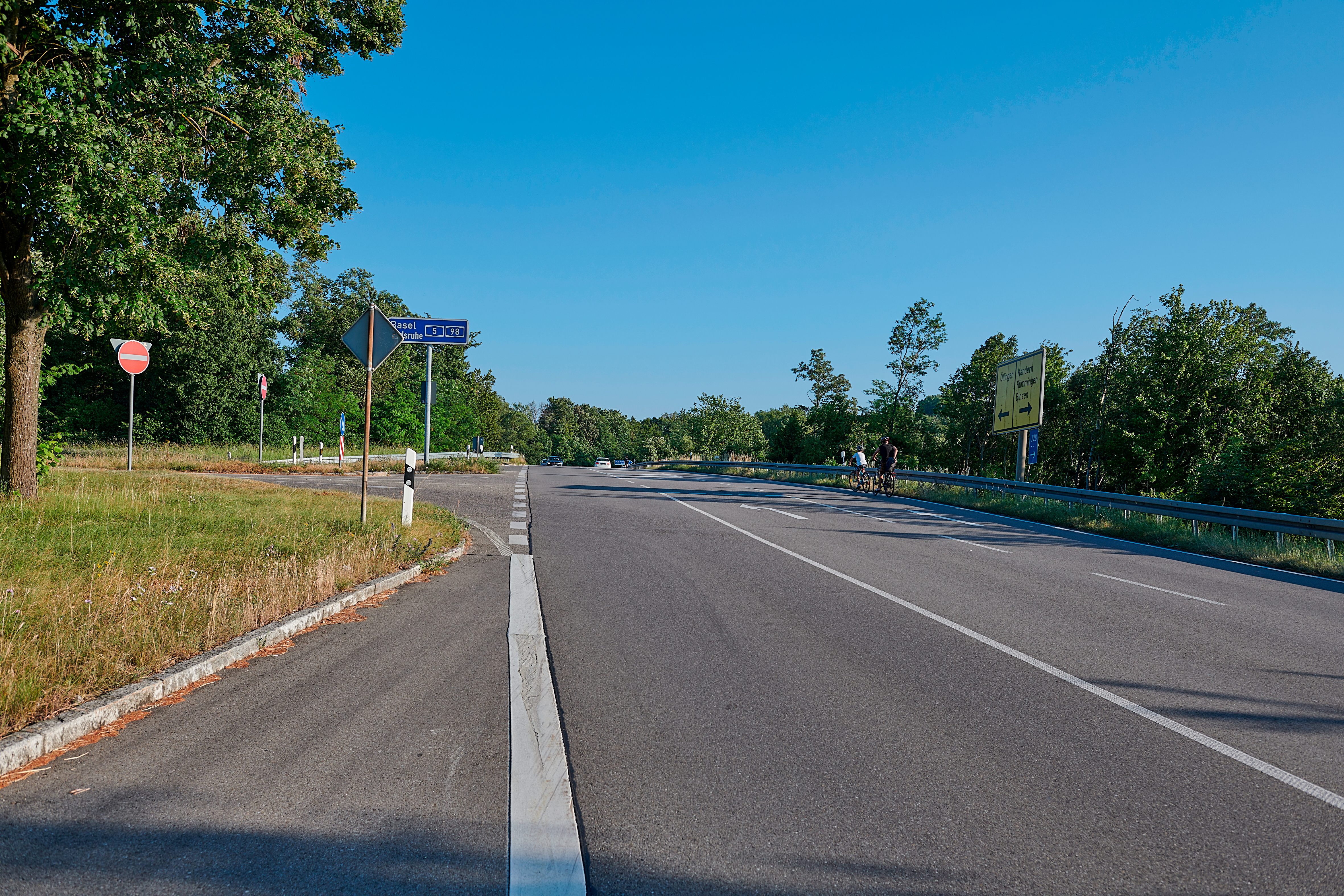
Passhöhe der Luckestraße

Die 1,5 Kilometer lange Südrampe der Lucke beginnt im Lörracher Ortsteil Tumringen, führt über eine Haarnadelkurve am Tumringer Friedhof vorbei und überwindet eine Höhendifferenz von 75 Metern, was einer durchschnittlichen Steigung von 5 % entspricht. Die von Lörrach kommende Kreisstraße 6354 heißt auf Lörracher Gemarkung Freiburger Straße.
Die Passhöhe befindet sich etwa 100 Meter vor dem Kreuzungsbereich, der an der Anschlussstelle Kandern zur A 98 führt. Die südliche Abzweigung führt in den Weiler, Stadtteil Ötlingen, auf die Kreisstraße 6328. Nach Norden führt die Kreisstraße etwa im rechten Winkel über ein Brückenbauwerk über die Autobahn und in einer S-Kurve nach Rümmingen mit einer westlichen Abzweigung nach Binzen in Richtung Dreispitz. Südlich und nördlich der Autobahnbrücke befinden sich für beide Richtungen Bushaltestellen, die von Überlandbussen bedient werden. An der nördlichen Haltestelle liegt ein P+M-Parkplatz (Lage).
Diese Nordrampe ist 1,7 Kilometer lang und überwindet einen Höhenunterschied von 79 Metern, was einer durchschnittlichen Steigung von 4,6 % entspricht. Das Steigungsmaximum liegt bei 12 %. Auf Rümminger Gemarkung trägt die Kreisstraße den Namen Lörracher Straße. Parallel zur Autostraße verläuft ein Rad- und Fußgängerweg über den Pass.

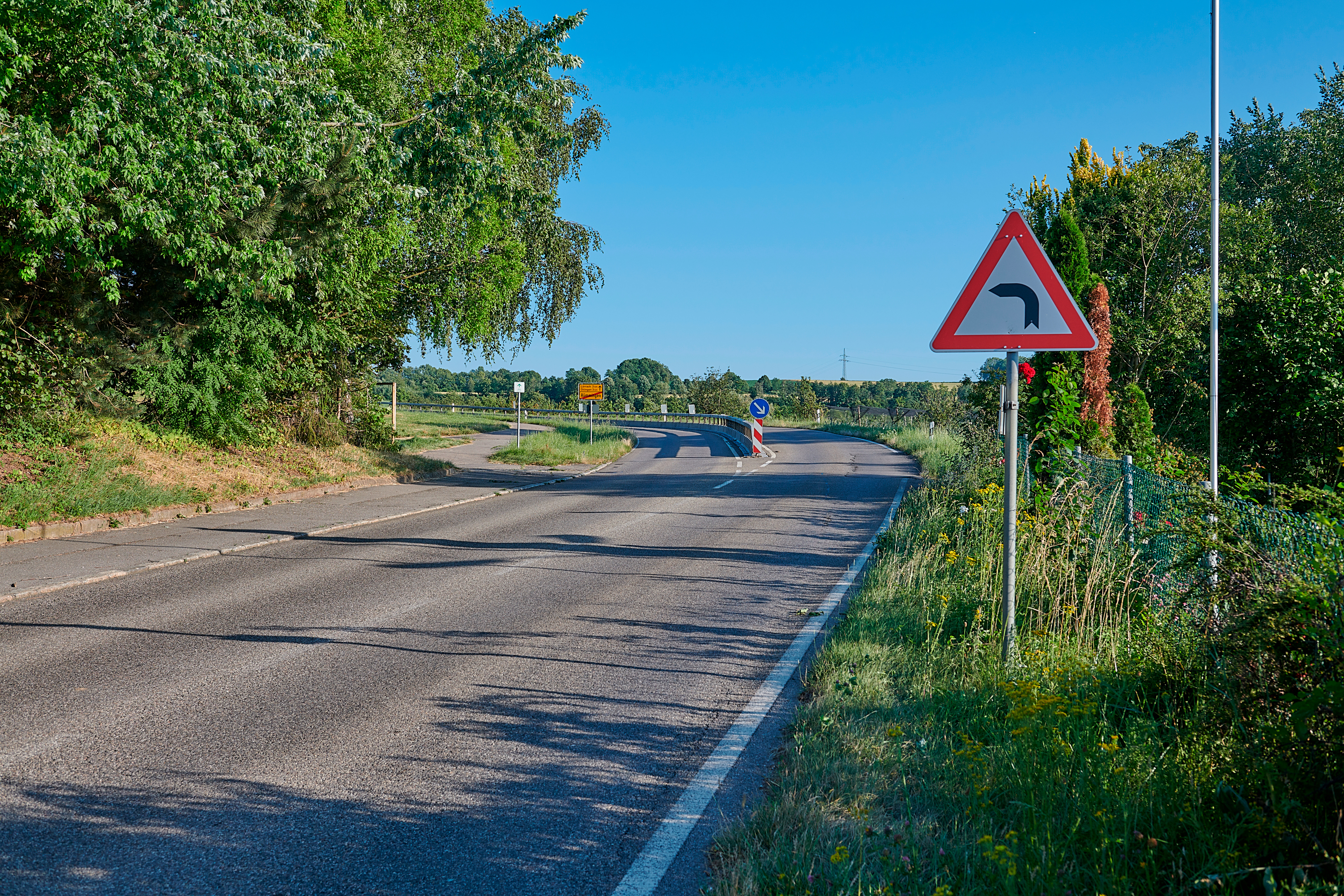
Nordrampe von Rümmingen
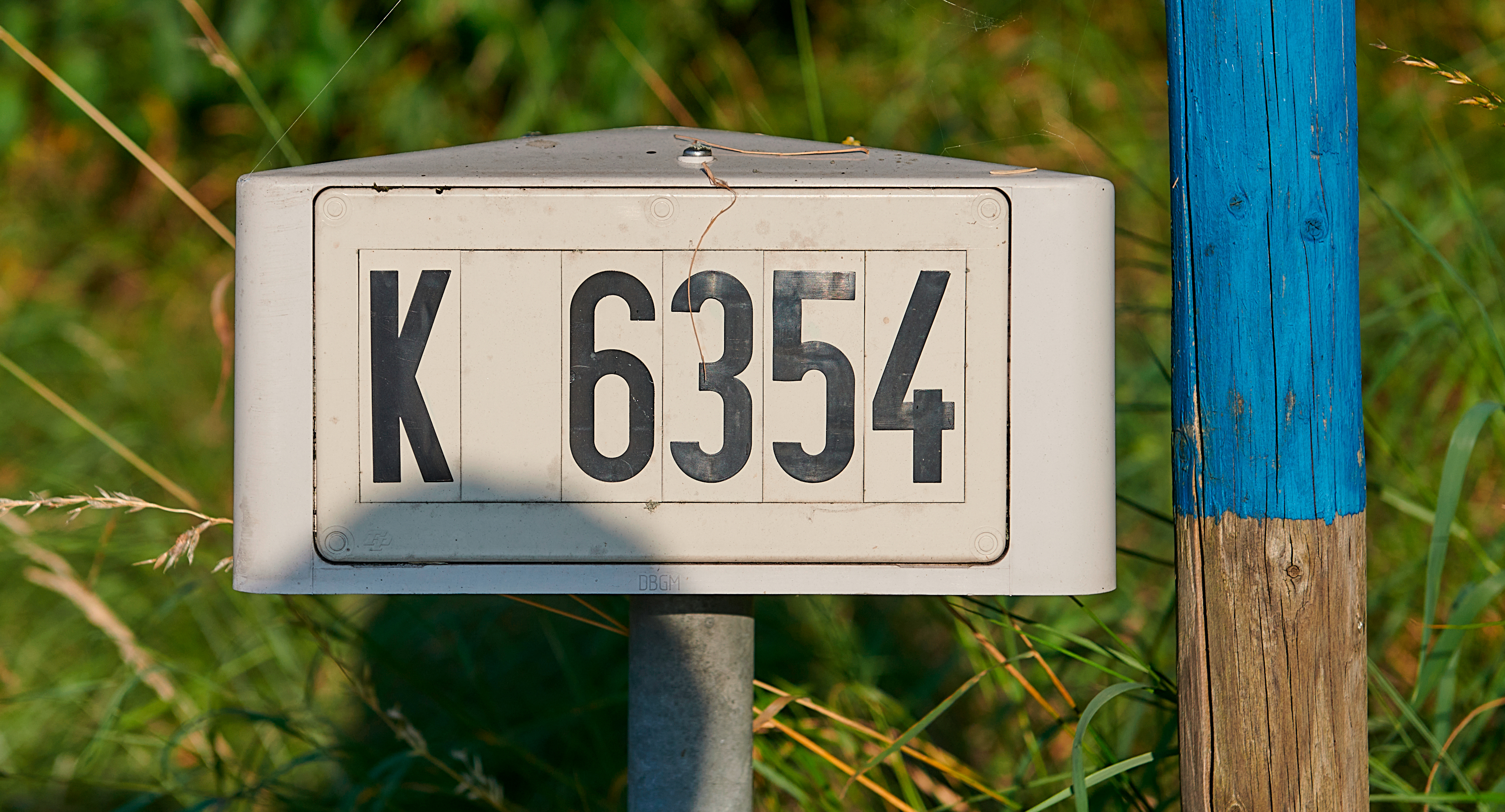
K 6354
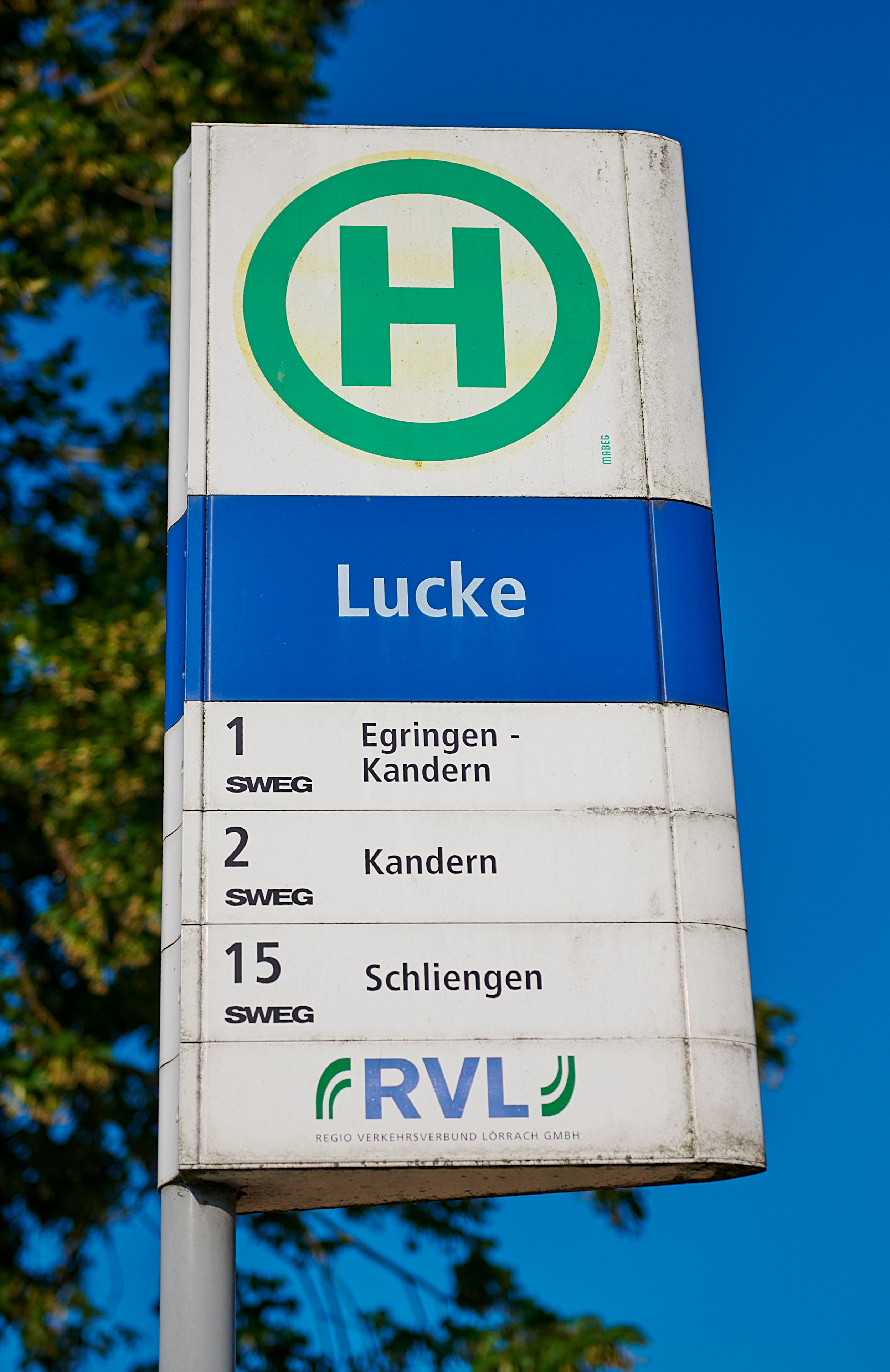
Bushaltestelle Lucke

### Autobahn

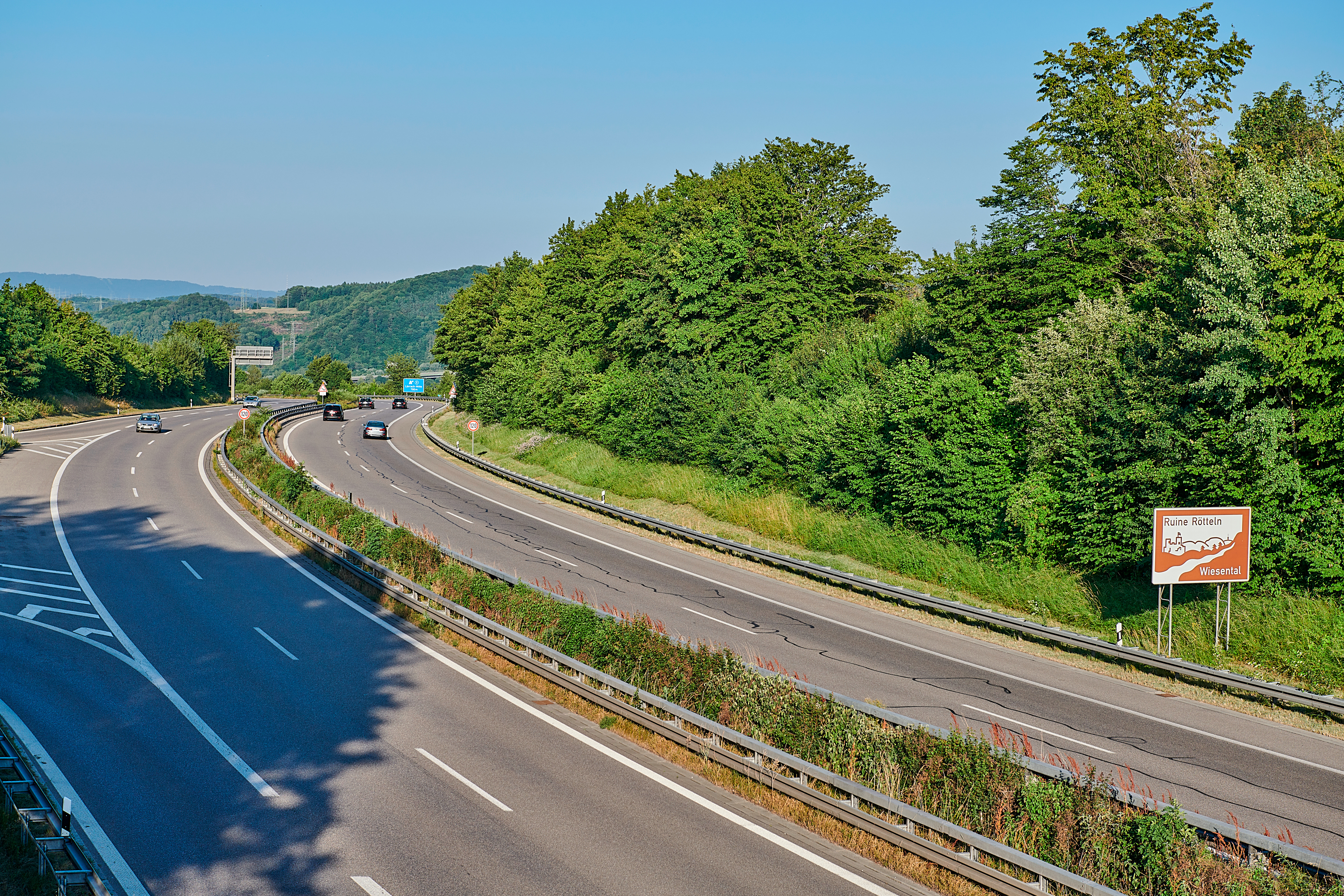
A 98 an der Lucke

Die Bundesautobahn 98 führt als Teil der E 54 in Ost-West-Richtung, ausgehend vom Autobahndreieck Weil am Rhein, über den Luckepass und verbindet die Oberrheinische Tiefebene mit dem Wiesental. Der Verlauf dieses Abschnitts nach Osten führt bogenförmig zur Wiesentalbrücke und dann weiter in Richtung Rheinfelden. Direkt am Pass ist die Anschlussstelle Nummer 4 Kandern als sogenannte Hantel ausgebildet, das bedeutet, die Anschlussstelle besitzt insgesamt vier Rampen und hat die Form eines halben Kleeblatts. Anschlüsse gibt es zur Kreisstraße nach Kandern in Richtung Norden und nach Lörrach-Tumringen in südliche Richtung sowie weiter zur Landesstraße 141. Das gesamte Verkehrsbauwerk befindet sich auf der Gemarkung der Stadt Lörrach und bildet westlich die Grenze zum Gemeindeverwaltungsverband Vorderes Kandertal bzw. zur Gemeinde Binzen. Der Pass-Charakter wird durch die Trassenführung der Autobahn stark abgemildert, da die Steigung westlich des Scheitelpunkts zwischen den Anschlussstellen 3 (Binzen) und 4 durchschnittlich 3,2 % beträgt und östlich vom Pass zwischen Anschlussstelle 4 und 5 (Lörrach-Mitte) durchschnittlich 3,5 %.
Durch die unmittelbare Nähe des Weilers Rötteln ist von der Autobahn aus die Röttler Kirche gut zu sehen, die nachts beleuchtet wird. Beim Überschreiten des Luckepasses in östlicher Fahrtrichtung weist eine Unterrichtstafel auf die Burgruine Rötteln und das Wiesental hin, die beide in Richtung der Wiesentalbrücke in diesem Autobahnabschnitt ebenfalls zu sehen sind.

### Nebenstraßen

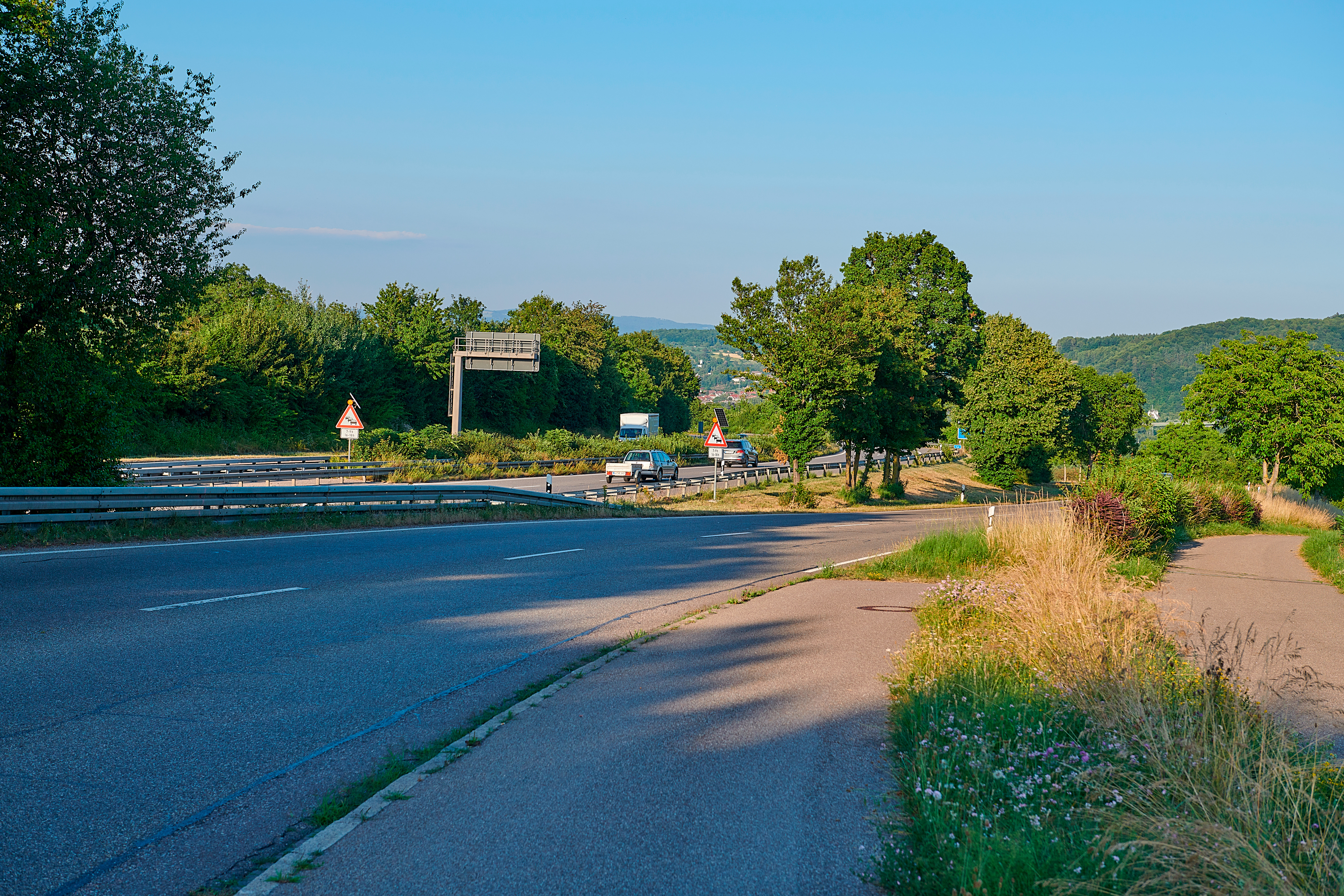
A98, K 6354 und Radweg an der Lucke

Sowohl nördlich als auch südlich der Passstraße führen  asphaltierte Nebenstraßen über den Pass. Die nördliche Straße führt in Richtung Burg Rötteln, eine Abzweigung unterquert die Autobahn und führt zum Weiler Rötteln. Dies ist Teil einer Strecke, die zum Radnetz Baden-Württemberg gehört und von Schliengen bis Grenzach-Wyhlen führt. Der 264 Kilometer lange Südschwarzwald-Radweg führt ebenso über die Lucke wie der trinationale, 197 Kilometer lange Dreiland-Radweg.
Von der Ortsmitte Tumringens führen die nach der Lucke benannte Straße und Feldwege mit einer durchschnittlichen Steigung von 10 % auf 650 Metern ebenfalls hinauf zum Pass. Dieser Weg ist Teil der 13. Etappe des Westweges (Variante A, Westvariante), die von der Burg Rötteln über die Lucke nach Tüllingen führt.

## Geologie
Der Luckepass liegt auf einer Niederterrasse zwischen dem zum Schwarzwald gehörenden Röttler Wald und dem Tüllinger Berg. Nördlich der Lucke besteht der Boden überwiegend aus Parabraunerde und Hangschutt. Teilweise werden die Bereiche von Kolluvium unterbrochen. Südlich der Lucke befindet sich Pararendzina aus Löss und Sandlöss.

## Geschichte

### Jungsteinzeit bis Spätmittelalter
Der Pass Lucke als niedrigste Verbindung zwischen dem Wiesental und dem Markgräflerland gilt als bedeutende Verbindung zwischen dem Hochrhein- und dem Oberrheintal und ist auch von siedlungstechnischer Bedeutung. Vom Passscheitel in Richtung des Bergkamms zweigt die Hohe Straße ab, die spätestens seit der Jungsteinzeit als Höhenweg genutzt wurde. Der rund dreizehn Kilometer lange Weg führt von Obertüllingen bis zur Scheideck nahe Kandern. Die ältesten Belege für die Anwesenheit von Menschen gehen auf die Zeit um 3500 v. Chr. zurück. Eine 21,6 Zentimeter lange Steinaxt sowie ein 16,8 Zentimeter langes Feuersteinbeil sind die bisher ältesten Funde. Ihre Repliken befinden sich im Dreiländermuseum in Lörrach.
Ein Relikt bäuerlicher Selbstverwaltung war der Zusammenschluss und die Vereinbarung eines gemeinsamen Nutzungsrechts der Eigentümer des angrenzenden Waldes zwischen den Ortschaften Binzen und Rümmingen, Wollbach, Wittlingen, Tumringen, Haagen und zeitweise Hauingen. Der Wald wurde „Vier-Höfe-Wald“ genannt. Zur Zeit der Landnahme durch die Alamannen – vermutlich ab dem 4. Jahrhundert nach Christi Geburt – bestanden diese Orte je nur aus einem Hof, so dass diese Bezeichnung erklärbar ist. Die Bewohner der Siedlungen rund um die Lucke regelten ohne übergeordnete Herrschaft alle Belange und Streitigkeiten untereinander selbst. In einem 1405 gefundenen Schriftstück heißt es dazu:

„Item wurde erkannt, dass alle vier Höfe mit ihren Rechten gleich stohn und dass sie ein Allmend haben, welches allen vieren gemeinsam ist, und wer in den vier Höfen gesessen ist, er sei reich oder arm, habe darin gleiches Recht.“

Der Vier-Höfe-Wald, dessen Fläche einen Umfang von 2690 Jucharten, rund 900 Hektar, aufwies, war ein Teil des Röttler Waldes. Die Vereinbarung wurde in der Folgezeit von den Herren der Röttler Burg weitgehend ignoriert.

### Kriegerische Auseinandersetzungen des 17. bis 18. Jahrhunderts

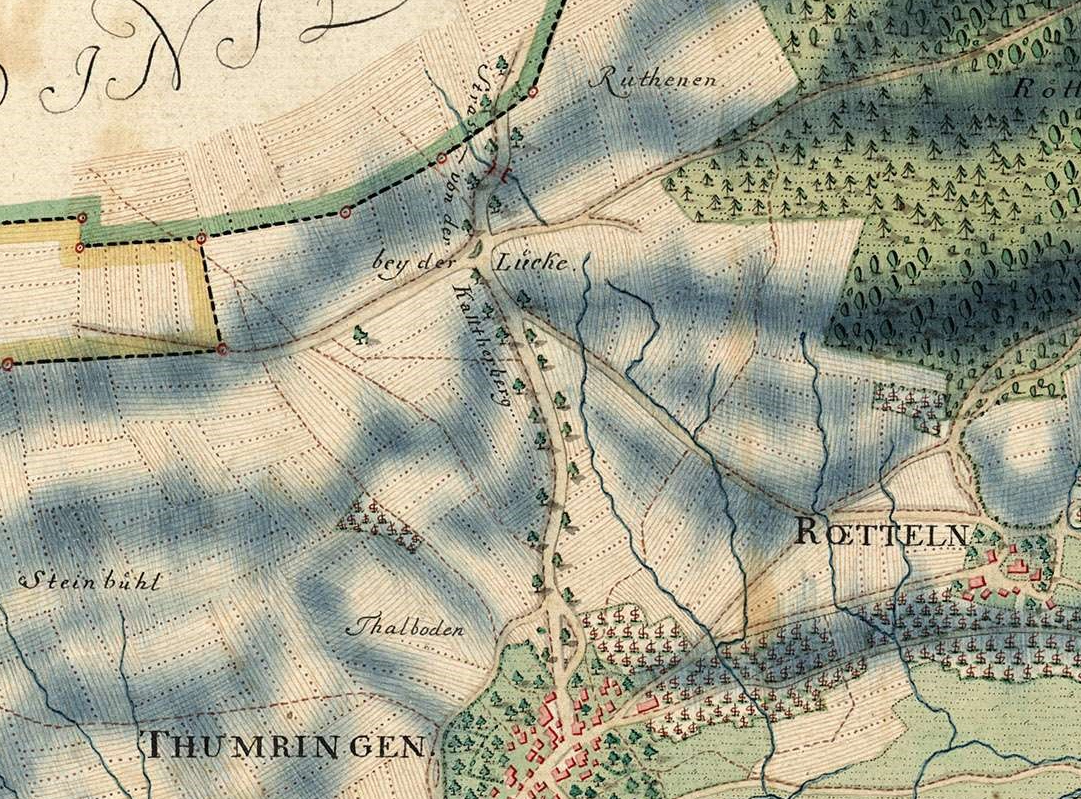
Passübergang Lucke in einer Kartendarstellung von 1777

Während des Dreißigjährigen Krieges von 1618 bis 1648 und während des Holländischen Krieges von 1672 bis 1679 war die Lucke ein strategisch wichtiger Übergang, auf dem Truppenbewegungen stattfanden. Das benachbarte Tumringen diente den Garnisonen oft als militärischer Stützpunkt, wobei die angrenzenden Felder und die Ortschaft mehr und mehr verwahrlosten und geplündert wurden. Als im Zuge der Spanischen Erbfolgekriege (1702 bis 1714) die Festung Hüningen im nahen elsässischen Hüningen durch die Franzosen massiv ausgebaut wurde, gewann die Lucke die Bedeutung eines Ausfalltors in das Heilige Römische Reich. Deshalb erhielt Markgraf Ludwig Wilhelm von Baden-Baden, auch Türkenlouis genannt, den Auftrag, die Reichsgrenzen entlang des Oberrheins zu schützen, was am 14. Oktober 1702 die Schlacht bei Friedlingen hervorrief. Diese Auseinandersetzung zwischen 14.000 Soldaten des Heiligen Römischen Reiches und etwa 20.000 des Königreichs Frankreich fand auf dem Tüllinger Berg und dort insbesondere auf dem Gisinplatz statt, einem freien Feld zwischen dem Käferholz-Wald und der Lucke.
Auf einer historischen Karte aus der markgräflichen Zeit Badens von 1777, auf der Tumringen, Rötteln und Umgebung dargestellt sind, wird der Passübergang als „bey der Lücke“ bezeichnet.
Auch Anfang des 18. Jahrhunderts kam es zum Einfall und zur Plünderung der Ortschaften nahe der Lucke durch Soldaten und Ende des Jahrhunderts ein weiteres Mal im Zuge von nachrevolutionären Auseinandersetzungen, bei denen sich französische Soldaten über den Rhein absetzten.

### Ausbau des Passes zur Fernverkehrsstraße (ab 1830)
In den Jahren 1830/31 wurde der Übergang an der Lucke als Teil der Fernverkehrsstraße ausgebaut. Grund dafür waren die Erzfuhren von Kandern nach Hausen im Wiesental zum dortigen Eisenwerk. Dabei diente Binzen unmittelbar westlich vom Luckepass als Umschlagplatz. Aus dem Statistischen Jahrbuch für das Großherzogtum Baden geht hervor, dass im Jahr 1891 auf einer Länge von 875 Metern die Straße von Rümmingen bis zur Lucke verbessert wurde.

### Rolle in den Weltkriegen

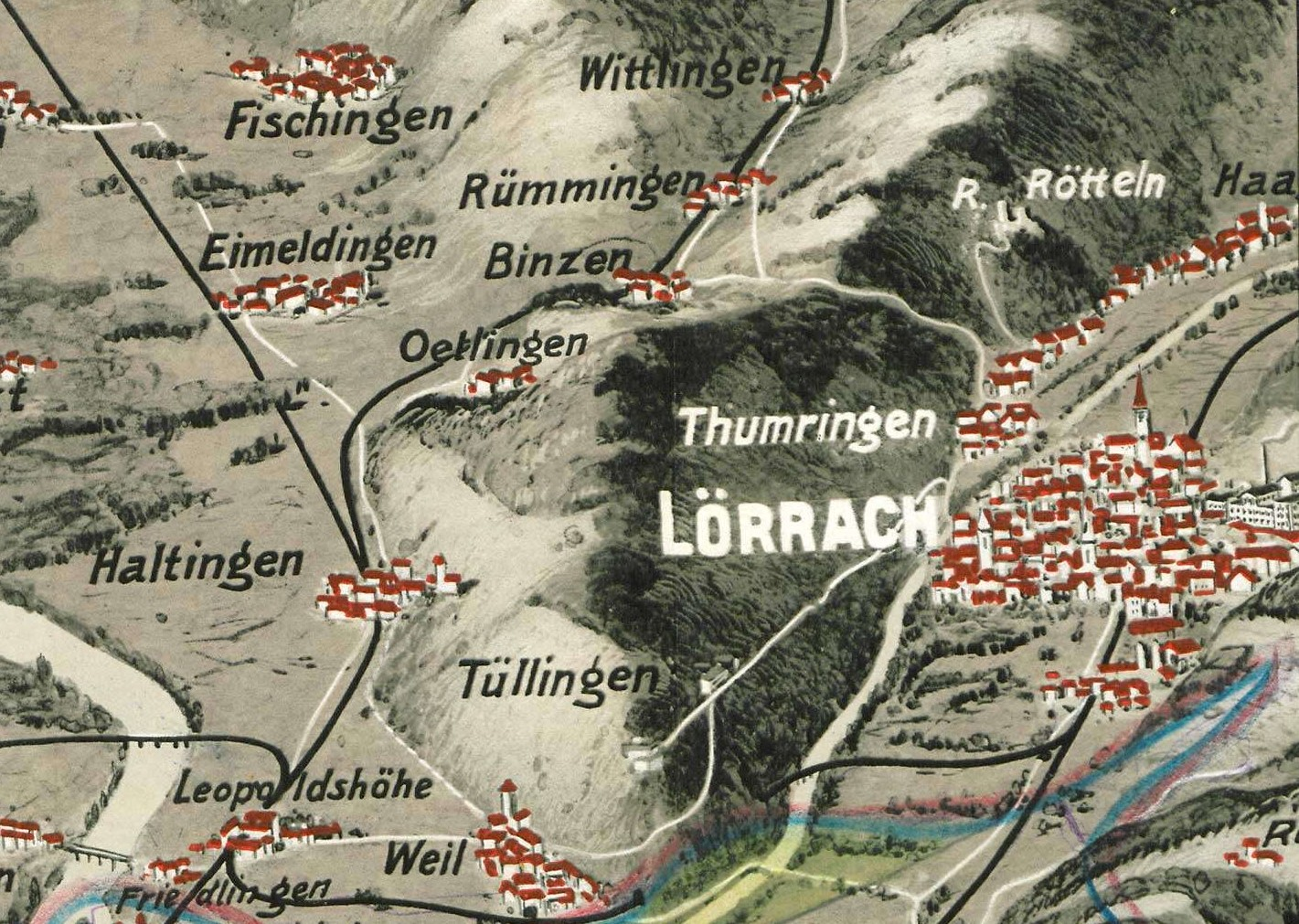
Darstellung des Luckepasses auf einer Karte von 1916

Während des Ersten Weltkriegs zogen deutsche Soldaten von der Lucke in die Vogesen. Im Winter 1918 kehrten sie geschlagen zurück in die Garnisonsstadt Lörrach.
Auch während des Zweiten Weltkrieges war die Lucke ein wichtiger militärischer Transportweg. In Lörrach marschierten mit dem Zug herantransportierte deutsche Soldaten über die Lucke und wurden bei Bauern im Lörracher Umland einquartiert. Militärisches Gerät, welches am Lörracher Güterbahnhof ankam, wurde über den Pass gebracht und zur Panzer- oder Fliegerabwehr rund um die Lucke und in Rümmingen in Stellung gebracht.
Während des Krieges kam es immer wieder zu größeren Bewegungen auch von Zivilisten über den Luckepass. Am 19. Mai 1940 flohen Menschen aus der Umgebung mit ihren Nutztieren, Lebensmitteln, Kleidung und anderen Habseligkeiten über die Lucke. Die letzte Kriegshandlung in der Region um Lörrach fand auf der Lucke statt, als am 24. April 1945 französische Panzer des 3. Regiments von Müllheim kommend über Rümmingen bis zum Pass vorrückten. Auf Anordnung von Lörrachs Bürgermeister Reinhard Boos und Kreisleiter Hugo Grüner sollte Lörrach bedingungslos verteidigt werden. Dazu wurden die französischen Panzer von 8,8-cm-Flak-Geschützen, die bei einem Steinbruch am Ortseingang von Brombach aufgestellt worden waren, beschossen. Ein Panzer wurde durch Geschützfeuer zerstört, ein weiterer durch eine Panzerfaust. Auf beiden Seiten gab es Tote und Verletzte. Die Gefechte an der Lucke dauerten etwa zweieinhalb Stunden und gingen bis ans Ufer der Wiese.

### Nach 1945

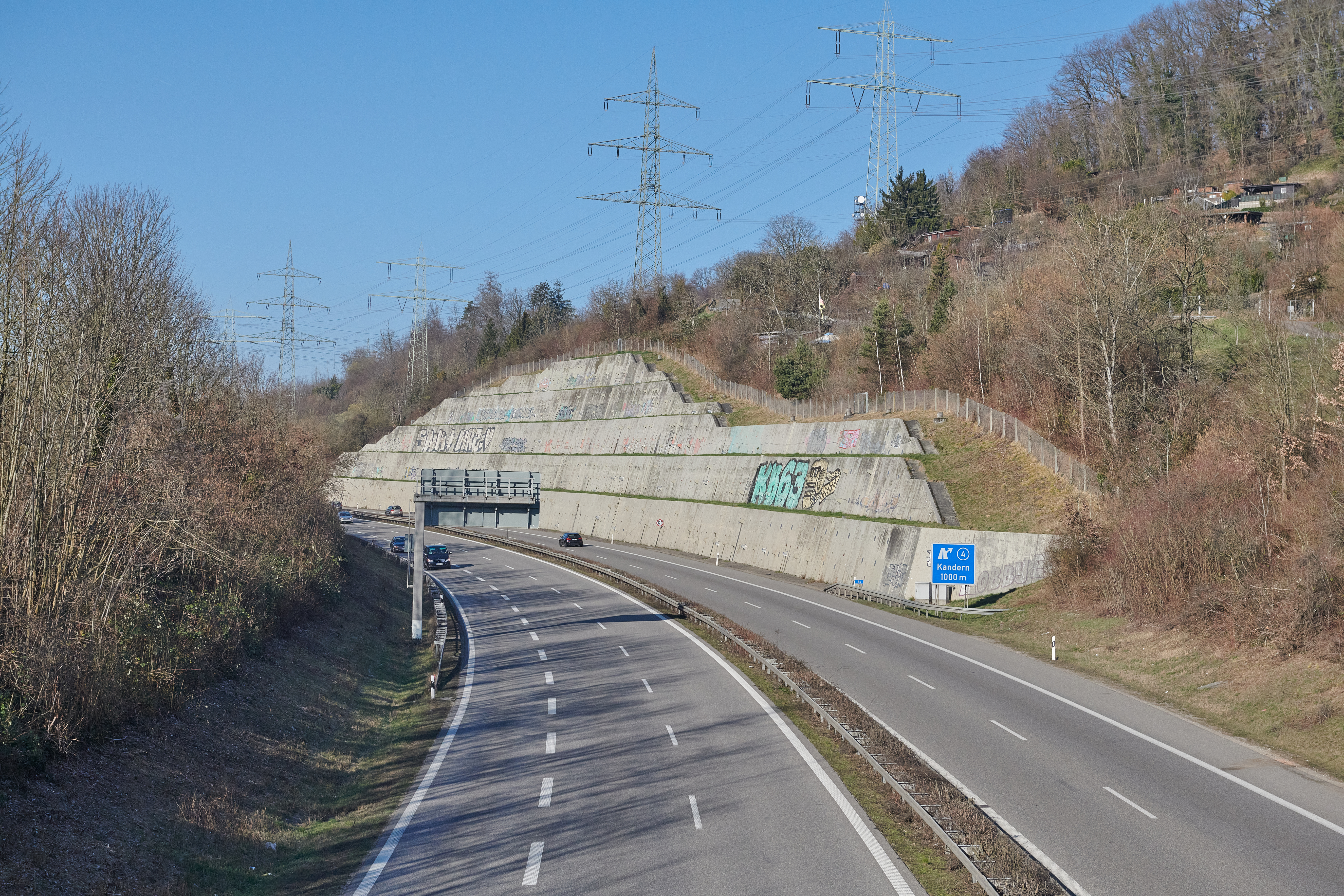
Stützwand am Röttler Hang knapp unterhalb des Luckepasses

Nach Ende des Zweiten Weltkrieges wuchs Lörrach und damit auch der Autoverkehr. Die Lucke entwickelte sich zu einem Nadelöhr für die Verkehrsströme. Die Bundesstraße war bis dahin die einzige Querverbindung am Ende der A 5 und ließ die Belastung für zu durchfahrenden Ortschaften extrem ansteigen.
Ab 1977 wurde am Luckepass durch gewaltige Erdbewegungen ein tieferer Durchlass gegraben und verbreitert, um eine Autobahn zu bauen. Es entstand ein Kreuzungsgeflecht an Wegen, auf deren Scheitelpunkt seither die Bundesautobahn 98 über die Lucke hinunter zum Wiesental führt und sich von dort über die Wiesentalbrücke weiter ostwärts erstreckt. Der angeschnittene Berg unterhalb des Luckepasses musste mit aufwändigen Baumaßnahmen gegen das Nachrutschen gestützt werden (→ Röttler Hang). Im April 1983 wurde das Teilstück der Autobahn bis zum Waidhof eingeweiht.
Am 21. Juli 2000 führte die 87. Tour de France durch Lörrach, die von tausenden Zuschauern am Straßenrand begleitet wurde. Die 246,5 Kilometer lange 17. Etappe von Lausanne nach Freiburg im Breisgau verlief vom Waidhof kommend durch die Lörracher Innenstadt hinauf zur Lucke (bei Rennkilometer 187) und im weiteren Verlauf über Kandern und Bad Krozingen zum Etappenziel Freiburg. Die Befahrung der Lucke von Süden wurde aufgrund der Kürze und Steigung mit der Kategorie 4 („sehr leicht“) klassifiziert. Die Bergwertung an der Lucke konnte Salvatore Commesso, der spätere Etappensieger, vor Jens Voigt und Jean-Cyril Robin für sich entscheiden.